# بطولة ريو للتنس
بطولة ريو للتنس (بالإنجليزية: Rio Open)‏ هي بطولة كرة مضرب تُقام البطولة في نادي الفروسية البرازيلي في مدينة ريو دي جانيرو في البرازيل، على الملاعب لترابية. وتُنفذ مُسابقات الرجال والسيدات في الوقت نفسة في شهر فبراير من كل عام. وتُصنف مسابقات الرجال ضمن بطولات رابطة محترفي التنس 500 نقطة.

## نتائج البطولة

### فردي الرجال
| السنة | الأبطال       | الوصافة            | النتيجة       |
| ----- | ------------- | ------------------ | ------------- |
| 2015  | ديفيد فيرير   | فابيو فونيني       | 6–2, 6–3      |
| 2014  | رافاييل نادال | ألكسندر دولغوبولوف | 6–3, 7–6(7–3) |

### فردي السيدات
| السنة | الأبطال     | الوصافة       | النتيجة       |
| ----- | ----------- | ------------- | ------------- |
| 2015  | ساره إيراني | آنا شميدلوفا  | 7–6(7–2), 6–1 |
| 2014  | كرامي نارا  | كلارا كوكلوفا | 6–1, 4–6, 6–1 |

### زوجي الرجال
| السنة | الأبطال                              | الوصافة                    | النتيجة       |
| ----- | ------------------------------------ | -------------------------- | ------------- |
| 2015  | مارتن كليزان فيليب اوزوالد           | بابلو أندوخار أوليفر ماراش | 7–6(7–3), 6–4 |
| 2014  | خوان سيباستيان كابال روبرت فرح مقصود | ديفيد ماريرو مارسيلو ميلو  | 6–4, 6–2      |

### زوجي السيدات
| السنة | الأبطال                           | الوصافة                       | النتيجة   |
| ----- | --------------------------------- | ----------------------------- | --------- |
| 2015  | يسالين بونافنتور ريبيكا بيترسون   | ايرينا-كاميليا ماريا إيروغيين | 3–0, ret. |
| 2014  | ايرينا كاميليا باغو ماريا إريغوين | جوانا لارسون شانيلي شيبرز     | 6–2, 6–0  |

## روابط خارجية
- بطولة ريو للتنس على موقع رابطة محترفي التنس (الإنجليزية)
- بطولة ريو للتنس على موقع رابطة محترفي التنس (الإنجليزية)
- بطولة ريو للتنس على موقع رابطة محترفات التنس (الإنجليزية)

## إنظر أيضًا
- بطولة ريو دي جانيرو للتنس